# Леттс, Рикардо
Рикардо Леттс Кольменарес (исп. Ricardo Letts Colmenares, 9 августа 1937 — 18 мая 2021) — перуанский общественный и политический деятель, участник студенческого и крестьянского движений, консультант Крестьянской конфедерации Перу (1962—1977), генеральный секретарь кооперативного крыла партии Народное действие (1964—1965), один из основателей и лидеров Революционного авангарда (1965—1984) и Партии мариатегистского единства (1984—1996), депутат[чего?] от «Объединённых левых» (1990—1992), основатель леворадикальной организации Комитет Мальпики (1998), журналист и автор ряда исследований. Выступал под псевдонимом Америко Пумаруна (исп. Américo Pumaruna).

## Книги
- En el camino de la revolución nacional. Reforma Agraria. Conferencia y Debate. 1962
- Reforma Agraria Peruana. Justificación económica y política. 1964
- Perú, Revolución, Insurrección, Guerrillas. 1966
- Perú: El Mito de la Revolución Militar. 1970
- Perú: Révolution Socialiste ou Caricature de Révolution. 1971
- La Izquierda Peruana: Organizaciones y Tendencias. 1981
- Honrar Padre y Madre. 2010
- La ruptura. Diario íntimo 1959—1963. 2011
- Forjando Vanguardia Revolucionaria. Diarios y cartas 1966—1968. 2013
- La Izquierda Peruana — Organizaciones y Tendencias. 2014